# Brochfael ap Elisedd
Brochfael ap Elisedd (ca 720 – 773) va ser un rei de Powys dins del País de Gal·les (actualment al Regne Unit), que visqué al segle viii, fill d'Elisedd ap Gwylog. Succeí el seu pare al tron, on regnà fins al 773, quan el seu fill Cadell esdevingué rei.
Sembla que tingué una filla, Nesta, que es casà amb el rei de Gwynedd Merfyn Frych ap Gwriad i amb qui tingué el futur rei Rhodri Mawr el Gran.